# Crêches-sur-Saône
Crêches-sur-Saône település Franciaországban, Saône-et-Loire megyében. Lakosainak száma 3179 fő (2022. január 1.). Crêches-sur-Saône Cormoranche-sur-Saône, Garnerans, Chaintré, Chânes, La Chapelle-de-Guinchay és Varennes-lès-Mâcon községekkel határos.

## Népesség
A település népességének változása:
| Lakosok száma | 2907 | 2952 | 2980 | 2986 | 3037 | 3089 | 3140 | 3156 | 3179 |
|               | 2013 | 2015 | 2016 | 2017 | 2018 | 2019 | 2020 | 2021 | 2022 |